# Weymouthiidae
A Weymouthiidae a háromkaréjú ősrákok (Trilobita) osztályának az Agnostida rendjéhez, ezen belül az Eodiscina alrendjéhez tartozó család.

## Rendszerezés
A családba az alábbi nemek tartoznak:
- Abakolia
- Acidiscus
- Acimetopus
- Analox
- Bathydiscus
- Bolboparia
- Cobboldites
- Leptochilodiscus
- Litometopus
- Mallagnostus
- Meniscuchus
- Morocconus Özdikmen, 2009
- Ninadiscus
- Oodiscus
- Runcinodiscus
- Semadiscus
- Serrodiscus
- Stigmadiscus
- Tannudiscus
- Weymouthia Raymond, 1913
  - Weymouthia nobilis